# Hraň
Hraň es un municipio del distrito de Trebišov en la región de Košice, Eslovaquia, con una población estimada a final del año 2024 de 1528 habitantes.
Se encuentra ubicado al este de la región, en la cuenca hidrográfica del río Ondava (afluente del río Bodrog que, a su vez, lo es del Tisza), y cerca de la frontera con la región de Prešov y Hungría.

## Demografía
| Año        | 1994 | 2004    | 2014    | 2024    |
| ---------- | ---- | ------- | ------- | ------- |
| Población  | 1436 | 1566    | 1617    | 1528    |
| Diferencia |      | +9,05 % | +3,25 % | −5,50 % |

| Año        | 2023 | 2024    |
| ---------- | ---- | ------- |
| Población  | 1551 | 1528    |
| Diferencia |      | −1,48 % |